# AP Волка
AP Волка (лат. AP Lupi) — одиночная переменная звезда в созвездии Волка на расстоянии приблизительно 5485 световых лет (около 1682 парсеков) от Солнца. Видимая звёздная величина звезды — от +13,1m до +11,9m.

## Характеристики
AP Волка — жёлто-белая пульсирующая переменная звезда типа RR Лиры (RR:) спектрального класса F. Радиус — около 3,65 солнечных, светимость — около 21,384 солнечных. Эффективная температура — около 6498 K.